# 노촌 (도야마현)
노촌(野村)은 도야마현 이미즈군에 있던 촌이다. 현재의 다카오카시 남동부의 노무라 지역에 해당한다. 단, 지구 내 모든 지역이 다카오카시립 노무라 초등학교의 교구는 아니며, 대체로 도야마현 도로 73호 다카오카 아오이다니선 남쪽이 다카오카시립 시모노세키 초등학교의 교구이다. 

## 역사
- 1889년 4월 1일 - 정촌제 시행에 의해 이미즈군 노촌이 성립하였다.
- 1942년 4월 1일 - 다카오카시에 편입되었다.

## 참고문헌
- 『市町村名変遷辞典』東京堂出版、1990年。